# 即身仏

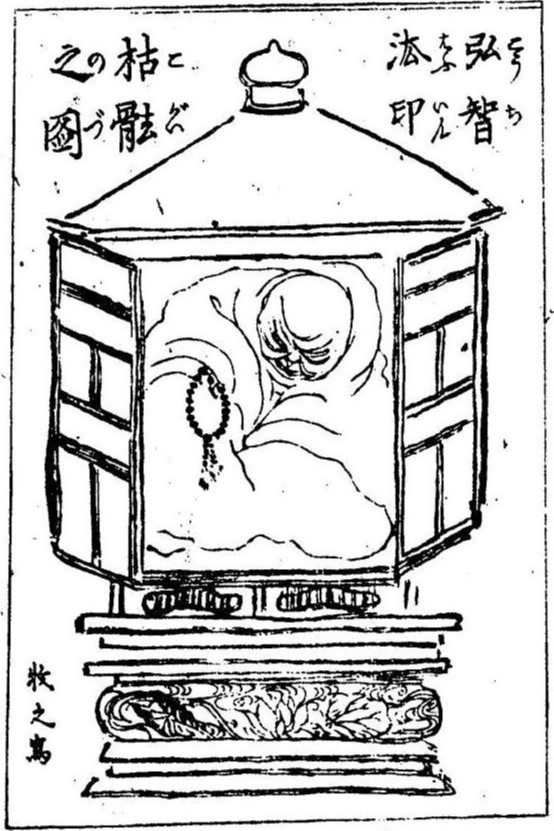
『北越雪譜』所収の弘智法印のミイラの図

即身仏（そくしんぶつ）は、主に日本の仏教（密教）に見られる僧侶のミイラのこと。特に即身成仏思想を基底とする真言宗湯殿山系寺院における僧侶のミイラをこのように呼称するが、それ以外の思想的背景にもとづく日本の僧侶・行者のミイラも便宜上本項目中で解説する。なお、この種のミイラの総称として入定ミイラ（にゅうじょうミイラ）という呼称が用いられる場合もあるが、地方や信仰、研究者によって呼ばれ方は一定していない。

## 概要
日本の一部地方に見られる民間信仰において、僧は死なず、生死の境を超え弥勒菩薩出世の時まで、衆生救済を目的として永遠の瞑想に入る（入定）と考えられている。僧が入定した後、その肉体は現身のまま即ち仏になるため、即身仏と呼ばれる。原義としての「入定（単に瞑想に入ること）」と区別するため、生入定（いきにゅうじょう）という俗称もある。日本においては山形県の庄内地方などに分布し、現在も寺で公開されているところもある。
即身仏になろうとする者は、死後に肉体が腐敗しないよう整え、ミイラの状態に体を近づけるために、まず木食修行を行う。米や麦などの穀類の食を断ち、木の皮や木の実を食べることによって命をつなぎ、経典を読んだり瞑想をする。まず最も腐敗の原因となる脂肪が燃焼され、皮下脂肪が落ちていき水分も少なくなる。次に筋肉が糖として消費される。漆の防腐作用に期待し、または嘔吐することによって体の水分を少なくする目的で、漆の茶を飲むこともあった。
科学的には、即身仏とはヒトが死んでミイラとなることにほかならず、信仰上生きているとされても生物学的には死んでいる。生入定を作ることは、現在の日本では自殺幇助罪または死体損壊罪・死体遺棄罪に問われるため、法律上不可能である。
即身仏・入定ミイラは鼠害・虫害を受けている場合がほとんどであり、出開帳で遠隔地に持ち出された際に物理的損傷を受けているものも少なくない。中には大正時代に行方不明となった萬蔵稲荷神社の萬蔵のような例もある。現存する即身仏・入定ミイラには日本ミイラ研究グループによって調査・保存修理が行われたものも少なくないが、その維持管理は寺院や信者に委ねられている場合がほとんどであり、管理状態が必ずしも良好ではないことが指摘されている。
日本の即身仏・入定ミイラの研究・保存は、「日本ミイラ研究グループ」によるところが大きい。その活動は、昭和34年（1959年）に早稲田大学の安藤更生と新潟大学の小片保によって新潟県の弘智法印・全海上人のミイラの調査が行われたことに端を発する。翌昭和35年（1960年）には計15名の研究者で安藤委員長のもと「出羽三山ミイラ学術調査団」を組織し、さらに「日本ミイラ研究グループ」に発展した。しかし研究者の死去や引退により近年の研究は停滞している。日本ミイラ研究グループには以下のような多分野の研究者が含まれている。
- 安藤更生 - 早稲田大学教授、史学・美術史（初代委員長、1960年 - 1970年）
- 池上広正 - 昭和医科大学教授、民俗学
- 小片保 - 新潟大学教授、解剖学・人類学（2代委員長、1970年 - 1980年）
- 荻野三七彦 - 早稲田大学教授、史学
- 河野左宙 - 新潟大学教授、整形外科
- 駒井和愛 - 東京大学名誉教授・早稲田大学客員教授、考古学
- 桜井清彦 - 早稲田大学教授、考古学（3代委員長、1980年 - 2010年）
- 茂野録良 - 新潟大学教授、法医学
- 戸川安章 - 鶴岡女子専門学校校長・山形県文化財専門委員、民俗学
- 長島健 - 早稲田大学講師、美術史
- 野崎秀英 - 新潟大学教授、放射線医学
- 堀一郎 - 東北大学教授、民俗学・宗教史
- 本間隆平 - 新潟大学助手、生物学
- 松本昭 - 昭和女子大学教授・毎日新聞社、史学・美術史
- 山内峻呉 - 新潟大学教授、法医学
- 森本岩太郎 - 聖マリアンナ医科大学教授、人類学

## 思想的背景

### 入定と弥勒信仰
日本の僧侶・行者のミイラの総称として入定ミイラという語が用いられることがある。入定とは本来は座禅入定、すなわち座禅によって精神を統一し修行する意味である。それがなぜミイラになることと結びつけられるのかといえば、生身ではたどり着けない56億7000万年後の弥勒の下生を、滅心定に入ることで待つという思想による。『大唐西域記』巻第12には、瞿薩旦那国の牛角山で数百年の間滅心定に入って弥勒の下生を待っている阿羅漢がいるという記述がある。滅尽定（滅心定）は「聖果を得て永遠に入定している姿で、死ではない」と『中阿含経』第58は説明している。すなわち、信仰上は入定ミイラは僧侶の死体ではなく、滅心定に入った状態と解釈される。
このような思想に基づく入定ミイラの実例が、「弥勒の下生を待つ」と言い残し「入定」した弘智法印（後述）である。とはいえ、日本に現存する僧侶のミイラの思想的背景は一様ではない。弥勒信仰による入定ミイラと呼ぶべきものは弘智法印ただ1躰のみで、湯殿山の即身仏を単純に入定ミイラと呼ぶのは正確ではないという指摘もされている。

### 空海の即身成仏思想
弘智法印の入定を空海の入定伝説（後述）の影響とする一方で、湯殿山系即身仏は同じ空海の思想的影響から生まれたものであるが、即身成仏思想に基づくとされる。
即身成仏思想とは大日如来（宇宙の真理）と一体化するという真言密教の思想で、本来ミイラになることとは関係がない。だが後述する湯殿山と羽黒山が争った訴訟の中では、湯殿山の一世行人は空海の教えを受け継いで即身成仏を目指すということになっている。
弥勒信仰と即身成仏思想が異なることを理解するには、即身成仏が大乗仏教を前提にしているという事実を考えればよい。小乗仏教においては釈迦亡き後菩薩になるのは弥勒の他になく、一般の僧侶は菩薩になることはできない一方、大乗仏教においては我々も修行を積めば仏陀になれるとする。すなわち、即身成仏を実現すれば自身が仏になるので、弥勒の下生を待つ必要はないのである。
もっとも、即身成仏思想と弥勒信仰を結びつけた入定ミイラの実例もある。秀快上人（後述）である。秀快上人自筆の入定所棟札には、弥勒菩薩下生の暁を待って入定することが記される。他方で入定所の石室には月輪の中に梵字の阿字を刻む。阿字は大日如来を表し、入定所を阿字観道場として即身成仏を実現しようとしたのである。

### 湯殿山と羽黒山の対立
湯殿山系即身仏が複数作られ現存するのに対し、同じ出羽三山の密教信仰に属しながらも羽黒山においては入定ミイラを制作した形跡がない。この背景に両者の宗教的・政治的対立が指摘されている。
江戸時代初めの寛永7年（1630年）、羽黒山別当天宥のもと、湯殿山と羽黒山を統一する動きがあった。天宥は羽黒山・湯殿山を天台宗寛永寺の末寺にしようとしたのだが、湯殿山の注連寺・大日坊・大日寺・本道寺が自身らは本来真言宗であって羽黒山とは別の存在だと主張して反発したのである。なお注連寺・大日坊は現在も湯殿山系即身仏を安置するように、この後に即身仏信仰の中核となる寺院である。結論としては、江戸幕府に天宥が訴え出た訴訟において寛永16年（1639年）、寛文6年（1666年）の2度に渡って湯殿山側は勝訴し、羽黒山からの独立を認められている。この訴訟中で、湯殿山側は湯殿山は空海開基の真言宗であることを主張し、一世行人がいずれも海号をつけるのは空海に由来すること、一世行人とは真言密教の一生即身成仏となる異名であるとの文書を提出している。湯殿山に現存する最古の即身仏である本明海上人が入定するのは2度目の訴訟から17年後の天和3年（1683年）のことである。

### 一世行人
湯殿山系即身仏を生んだ湯殿山表口の注連寺や大日坊は、山内、僧侶、一世行人という身分構造から成っていた。山内は山内衆、宗徒、山内修験とも呼ばれるが、農業や山仕事などの生業を持ち、参詣人の宿泊の世話や山先達などによって経済的に安定した立場であった。このような山内からは一体の即身仏も生まれておらず、即身仏は身分の低い一世行人から出ている。荒行をこなすことや即身仏を目指すことは、このような一世行人が自己の存在を主張し尊敬を集めるための限られた手段であったことが指摘されている。

### 土中入定
行人や僧が生きたまま土の中に入り死んでいくという、土中入定伝説は日本各地に存在するが、必ずしも即身仏と関連している訳ではなく、遺体が掘り出されたという伝承を持たない場合も多い。現存する即身仏についても、地上で死去した後地下に埋葬した例や、地上で入定した後地上の仏像内や堂内に納められた例など、土中入定と結びつかないものも多い。土中入定と即身仏は本来別の信仰であったと考えるべきであると指摘されている。
- 青森県上北郡天間林村に、業病を患う醜い行人がやって来て、一夜の宿を乞うたが誰も泊める者がなかった。行人は「われ生仏となって長くこの村を守ろう」と言って土の中に入って死んでいった。（森山泰太郎『陸奥の伝説』）[14]
- 山形県東田川郡立川町狩川で、宗海上人が身体を土に埋め、首だけ出して入定した。（三崎一夫『陸前の伝説』）[14]
- 仙台市五ッ谷で、広瀬川の水禍から人々を救うため、行人が人柱となり土中に埋まって鉦を叩いて死んでいった。（三崎一夫『陸前の伝説』）[14]
- 千葉県安房地方には8か所の入定所が報告されているが、地上の石室や岩窟での入定も含まれており、土中入定と伝えられるものはこのうち2か所である[15]。
- 東京都稲城市の平尾入定塚は発掘によって天文5年（1536年）に長信上人が入定した入定所であったことが確認された[16]。
- 山梨県北巨摩郡高根町西割に、天保7年（1836年）一人の托鉢僧が来て「凶作が来ないように観音様に願ってお経をあげたいから、この穴に埋めてくれ」と言い土の中に入って読経し鉦を叩いて死んでいった。（土橋里木『甲斐の伝説』）[14]
- 長野県北佐久郡五郎兵衛新田村上原に、他国から流れてきた本了という喘息持ちの六部が住んでいたが、喘息に悩む人たちを救いたいと言って自ら生身入穴居士と名付けて土の中に入り読経しながら死んでいった。（北佐久教育会『北佐久郡口碑伝説集』）[14]
- 兵庫県神崎郡神崎町に、しょうりんさんという僧が、「村人が歯痛を起こしたときに治してあげよう」と言い残し、白装束で棺の中に入り生き埋めとなって念仏を唱えて息をひきとった。（玉岡松一郎『播磨の伝説』）[14]
- ガスパル・ヴィレラによる永禄5年（1562年）の書翰には、土中入定に関する記述があり、当時の日本人が土中入定を珍しいことではないと認識していたことが分かる[17]。

### 日蓮宗
千葉県南房総市の日蓮宗日運寺の日鑑上人は、天明5年（1785年）に雨乞いの修法の満願の後岩窟に入り即身仏になったと伝える。即身仏は現存しないが日鑑上人入定窟は南房総市指定史跡となっている。

### 富士講
江戸時代初期に角行という行者によって始められた富士講という信仰がある。その6世の食行身禄が享保18年（1733年）7月13日、富士山の烏帽子岩で餓死し、ミイラとなっている。『嬉遊笑覧』ではその動機を、自身が村上光清（身禄同様富士講第6世を名乗った行者）に及ばないことを嘆き、せめて富士山上で餓死して名を残そうとしたのだとする。身禄のミイラは新たな信者獲得に役立ったようだが、これに怒った村上派によって打ち砕かれたという。身禄の弟子の伊藤参行も文化6年（1809年）8月10日に断食して入寂しており、『甲子夜話』に「身命を惜しまざれば法のために定死するもの多かり」とあるように入定した者は少なくなかったとみられるが、そのミイラのほとんどは現在に伝わらない。
岐阜県揖斐郡揖斐川町の横蔵寺に祀られる妙心法師（後述）は富士行者だったと言われる。

### 禅宗
『日本洞上聯灯録』巻第12に富士山で入定した師弟の伝記がある。
案山吉道禅師は甲斐国都留郡藤崎郷の人で、8歳の時上野原の保福寺の建州禅師のもとで出家し曹洞宗の僧となった。ある時案山は木曽の山中で山賊に出遭い、内外の衣服を脱いで与え、去ろうとした。数十歩歩くと、案山は金子を取り出して「これが残っていた、持って行きなさい」と言ったので、賊は感泣し「自分は愚かで報恩の理を知らず、長年盗賊をやっていたが、今仏を見るとは何という幸せか」と言ってその場で剃髪し弟子となった。案山はその後死期を悟ると密かに富士山に登り岩窟で入定した。元山賊の弟子久円は師を追ったが既に瞑目していた。久円は礼拝して師の近くに跏趺して逝去した。延宝5年（1677年）8月15日のことである。
文化11年（1814年）成立の『甲斐国志』巻第35には安山と久円が延宝5年5月18日に入定し、近年まで骸骨が存在したが地震で谷に落下したとある。
現存するミイラとしては後述する長野県下伊那郡阿南町新野の心宗行順行者が禅宗系の僧侶である。
なお後述する中国の肉身仏にも禅宗の高僧のミイラが多く含まれている。

### 中国の肉身仏
中国には日本よりも古くから「肉身仏」と呼ばれる僧侶のミイラが祀られていた。日本から宋に渡った成尋も没後肉身仏とされたことが『続本朝往生伝』に見え、このような肉身仏の情報が日本の即身仏信仰に影響を与えたことが指摘されている。
日本へは唐代の高僧、石頭希遷の肉身仏が伝来している。日本国内に現存する最も古い僧侶のミイラである。

## 制作方法
日本の即身仏が世界のミイラの中で特異な点とされるのが、没後遺体を保存する目的で、生前から本人が準備を行うことである。
湯殿山系即身仏に関して言えば、湯殿山の仙人沢で一千日、二千日、三千日などの木食行と呼ばれる食事を制限する修行をする。まず米・麦・粟・黍・大豆の5種類を絶つ五穀断ちに始まり、蕎麦・稗・小豆なども絶つ十穀断ちに進む。最終的には断食を行い、餓死に至る。これにより脂肪を落としてミイラ化しやすい身体を作るということである。また、仏海上人はウルシを飲む修行をしたという伝承がある。
このようにして亡くなった人の姿勢を座禅を組ませたり合掌させたりして整える。座禅したまま亡くなったと伝えられていることも多いが、実質的には衰弱死であるため必ずしも立派な姿勢で亡くなった場合だけではないとみられる。続いて遺骸を地下に埋葬する。墓穴は石でかろうとを作り、木棺を納める。棺は腐りにくい松であることが多い。遺骸は3年後に掘り出される。
他方で、土中入定の伝説がある即身仏も存在する。生きたまま箱に入り箱を土中に埋め、鉦を叩いてそれが聞こえる内は地上からも生きていると分かるというものである。この場合は通気のため竹筒を通しておくと言われる。
遺骸を掘り出した後、遺体保存のための加工を行う場合もある。現存する即身仏で確認されている例では、天井から吊して乾燥させる（鉄竜海上人）、煙で燻して燻製にする（忠海上人）、柿渋を塗る（円明海上人）、内臓を抜いて石灰を詰める（鉄竜海上人）などの加工が行われている。中国の肉身仏では漆を塗る加工が行われるが、日本に現存する即身仏で確認された例はない。また鉄竜海上人の即身仏は体液を抜く目的で埋葬前に海水をかける加工が行われたとも言われる。

## 歴史

### 空海の入定伝説
日本国内で最も古くミイラになったとの伝承が残る僧侶は承和2年（835年）に入滅した弘法大師空海で、この伝承は後世の湯殿山系即身仏に影響を与えた。空海が入定後も生けるがごとき姿だったという逸話は、康保5年（968年）に東寺の仁海によって書かれたとされる『金剛峯寺建立修行縁起』にある。同様の話は、それ以降『政事要略』巻22・年中行事八月上（御霊会）、『栄華物語』巻第15・うたがひ、大江匡房『本朝神仙伝』などに現れる。さらに観賢僧正が姿の衰えない空海に対面したという話が寛治3年（1089年）の経範による『大師御行状集記』や『今昔物語集』巻第10　弘法大師始建高野山語第25にあり、『弘法大師御伝』（元暦元年〈1184年〉）や『高野山順礼記』（弘長3年〈1263年〉）には淳祐が空海に対面した話がある。
もっとも、大正時代に喜田貞吉が『続日本後紀』の記述から火葬説を唱えており、史学的には空海は没後火葬されたというのが通説となっている。

### 往生伝上に現れるミイラ
平安時代の往生伝には、往生者の遺体が腐敗しない不思議が記録される。『後拾遺往生伝』の摂津国勝尾寺の座主証如（貞観9年〈867年〉）、藤原忠季（天永3年〈1112年〉）、賀茂家栄朝臣（保延2年〈1136年〉）、『日本往生極楽記』の高階真人良臣（天元3年〈980年〉）、『大日本国法華経験記』の奈良京の一女、『続本朝往生伝』の大江挙周朝臣（永承元年〈1046年〉）、『拾遺往生伝』の因幡国の沙門源算（承徳3年〈1099年〉）、権律師明実（寛治7年〈1093年〉）、高階敦遠の正室（天永2年〈1111年〉）、『三外往生伝』の大納言源雅俊卿（保安3年〈1122年〉）、『本朝新修往生伝』の近江国犬上郡の一老尼（久安2年〈1146年〉）などが挙げられる。覚鑁にも康治2年（1144年）12月12日に結跏趺坐して入滅した後、12月21日に荼毘に付すまでその身は温かく、髪も一二分生えたとの逸話が『大伝法院本願聖人御伝』に残る。
これらの逸話の多くは、数日間遺体が腐敗しなかったというものであるが、より長い期間腐敗しなかったり、本人が生前に遺体が腐らないことを予言したり、遺体が崇拝の対象となったりする僧侶の例が現れる。これをもって即身仏の発生とみることができる。ただし、これらの遺体はいずれも現存しない。

#### 増賀
長保5年（1003年）に大和国多武峰寺の増賀は、静室に入り法華経を誦し金剛印を結んで入滅した。荼毘にせずに土葬し、3年後に掘り出すよう遺言したので、弟子達は大桶に入れ土葬し、3年11か月後に墓穴を開いた。すると全身壊れることなく、趺坐𠑊如として、衣服のみが朽ちていたので、弟子達は礼拝讃嘆した、と『元亨釈書』巻第10にある。地中に3年入れてから掘り出すという点から中国のミイラ制作方法の影響が指摘されている。

#### 維範
嘉保3年（1096年）2月朔日、高野山の維範は本房で端座し西に向かって妙観察智の定印を結び、阿弥陀如来の法号を唱え、五色の糸で仏像と手と繋いで子の刻に眠るように息絶えた。5日経って廟室に移したが、旬日の間容顔不変で、定印は乱れなかった。35日が経過し廟を開けてみたが定印容色はなお以前のままだった。これを奇異として畏れ、廟に鍵をして開けない、と『拾遺往生伝』巻上にある。『元亨釈書』巻11にも同様の逸話があり、入寂日を2月3日とし、維範自身が荼毘にしないよう遺言したとしている。

#### 琳賢（琳賀）
久安6年（1150年）8月14日に寂定した高野山の琳賀は、あらかじめ室宇を造り座禅し、全身がばらばらにならなかった。建永年間（1206年-1207年）に元暦上皇（後鳥羽上皇）の行幸があり、その身体をご覧になった。お供の卿大夫は皆合掌感嗟した、と『元亨釈書』巻11にある。琳賀は『高野山往生伝』や『本朝高僧伝』では琳賢と書く。後鳥羽上皇が琳賢のミイラを実見した逸話は、『高野春秋編年輯録』巻第7にも承元元年（1207年）3月に「叡覧琳賢全身舎利之相」として記述されている。

### 弘智法印
現存最古の日本の僧侶のミイラは、新潟県長岡市寺泊野積の真言宗智山派西生寺の弘智法印である。
弘智法印は俗姓児玉氏、下総国山桑村の出身とされる。蓮花寺（千葉県匝瑳市大浦）で修行した後、東北地方などを行脚した後、西生寺の奥の院にあたる不動滝の岩坂というところに小堂を造り養智院と名付け三昧行に入り貞治2年（1363年）に入滅した。時世の歌は「岩坂の主を誰ぞと人問はば 墨絵にかきし松風の音」。生前「自分が死んだら遺体を埋葬してはならぬ。このまま骨鏁（こっそう）を世にとどめて弥勒の下生の暁を待とうと誓いを立てているのだ」と言っていたという。
弘智法印のミイラは古くから知られており、大淀三千風は元禄3年（1690年）に出版された行脚文集中で実際に見たことを記録している。『白川風土記』の著者は文化元年（1804年）に見たことを記述し、鈴木牧之が天保9年（1838年）に見て『北越雪譜』の中で図入りで紹介している。鈴木牧之は「眼を閉じ皺ありて眠りたるが如し」と記述しているが、昭和34年（1959年）に安藤更生らが調査した時点では、背部などに皮膚が残る一方、指の欠落や顔面皮膚の脱落など破損が著しい。

### 弾誓上人
京都府京都市左京区の阿弥陀寺に弾誓（たんぜい、だんせい）上人のミイラがある。弾誓は尾張国海辺村生まれで諸国行脚の後、阿弥陀寺を建立し4年余り住んだ後、慶長18年（1613年）5月25日、63歳で入定した。遺骸は石棺に納め本堂脇の岩窟内に安置された。

### 淳海上人
『津川姿見』『東奥紀行』『新編会津風土記』に記述がある寛永13年（1636年）入定の淳海上人の即身仏は、新潟県東蒲原郡阿賀町の玉泉寺に祀られていたが、明治13年（1880年）の津川大火で焼失してしまい、遺骨のみが現存する。
『東蒲原郡史蹟誌』によると、淳海は下条組綱木村の飛田野弥左衛門の子で、湯殿山や高野山で修行した後、長運から淳海に改名、寛永13年（1636年）9月に78歳で入寂したという。淳海上人の即身仏が安置されていたのは現在の新潟県だが、湯殿山系即身仏第一号と説明されることがある。

### 本明海上人
山形県鶴岡市東岩本の本明寺に祀られている本明海上人が、現存する最古の湯殿山系即身仏となる。以下の経歴は本明寺の『本明海宗和上人即身仏略縁起』による。
本明海の父は斎藤徳左衛門という庄内藩主酒井忠勝の家臣で、本明海は富樫右馬之助の養子となり富樫吉兵衛と名乗った。寛文2年（1662年）40歳の時家督を譲り注連寺で出家した。のちに仙人沢に籠もり数千日の木食行を行った後、寛文9年（1669年）4月13日に東岩本に移り、庵を結んで修行を重ねた。天和3年（1683年）に農夫の弥左衛門に「わたしは即身仏になろうと思う。末世の人たちが真心から信心すれば、どんな願いでも遂げさせてやろうぞ」と遺言して5月8日に入定した。61歳であった。3年後に墓を開けてみるとミイラになっており、その後願を掛ける人には必ず御利益があった。ついに寺号を不動山本明寺と賜った。

### 宥貞法印
福島県石川郡浅川町小貫の貫秀寺に祀られている宥貞法印は、「わが身をとどめて薬師如来たらん」と遺言し天和3年（1683年）入定した。元来貫秀寺から約1キロ離れた東永山観音寺に祀られていたのだが、明治23年（1890年）に焼失したため貫秀寺に移されたとされる。以下の経歴は観音寺住職清海が天明6年（1786年）に記した『権僧都宥貞法印行状記』による。
宥貞は天正19年（1591年）出雲国松江村の郷士近松右衛門入道安利の長子として生まれ、慶長19年（1614年）23歳の時讃岐国松尾寺の住職宥昌の弟子となり出家、宥貞と名乗った。27歳の時師匠が死去、諸国行脚の後高野山金剛三昧院で密教を学び、少僧都となった。高野山を下りた後、深川の永代寺で権大僧都に昇進し、寛永8年（1631年）閼伽井嶽に登り、福島県東白川郡棚倉町の観音寺、堀川村の観音堂などに留まった後、小貫村の東永山観音寺へ移住した。天和3年（1683年）11月8日に弟子の宥林に跡を継がせ村民に薬師如来の十二大願について説法をした後石棺に入り、同年12月23日、92歳で入滅した。
宥貞が入定した石棺が現存し、六角形で上に薬師如来の石仏を作る。石棺に収まる木製の棺桶も現存する。宥貞が石棺に入った後鉦を鳴らしながら入滅したとの伝承もあるが、現存する棺桶に入った状態で鉦を鳴らすのは不可能と考えられている。地元では「弘智さま」と呼ばれ崇敬されている。東日本大震災で安置所が大破した。安置所の修復に伴う古文書調査で明治時代まで「弘智法印宥貞」の名で呼ばれていたことが判明したため、現在はこれが正式名となる。

### 舜義上人
茨城県桜川市本郷の天台宗妙法寺に舜義上人のミイラが祀られている。以下の経歴は妙法寺の文書による。
舜義は慶長13年（1608年）4月8日に相模国三浦郡に生まれる。絹笠城主三浦義明の子孫とされ、鎌倉宝戒寺の住職となった。延宝3年（1675年）69歳で弟子の舜暁が住職をしている妙法寺に隠居し、貞享3年（1686年）2月15日、78歳で入定した。弟子が遺骸を石の阿弥陀如来像の胎内に納めたが、安永2年（1773年）2月27日に亮順という住職の夢に舜義が現れ「われ再び世に出でて衆生を済度せん」といったので、石像を開けて舜義堂を建て遺骸を祀った。
舜義の遺骸を納めた阿弥陀如来像は現存しているが、内部が狭いため生きたまま人間が入ることはできない。舜義上人のミイラの頸椎に脱臼があるのは狭い仏像内に遺骸を入れたためとみられている。

### 全海法師
新潟県東蒲原郡阿賀町の観音寺に祀られる全海法師は、慶長7年（1602年）の生まれで俗名は長谷川善吉、元は農業と阿賀野川の筏乗りを仕事としていたという。寛永6年（1629年）2月、両親や妻子に死別したことをきっかけに出家し、湯殿山大日坊で修行を積んだ。その後阿賀野川の難所の掘削に取り組み、成功を見るに至った。「わしが死んでも土中に埋葬してはならぬ。このままの姿で即身仏として祀れ。」と遺言し貞享4年（1687年）正月8日、85歳で入定。
観音寺は淳海上人の祀られる玉泉寺に近く、全海は淳海の弟子とされることもある。

### 心宗行順行者
長野県下伊那郡阿南町の曹洞宗瑞光院に「新野の行者」「阿南の行者」とも呼ばれる行者のミイラがあり、現地では「行人様」「行者さま」と呼ばれ信仰されている。
行者は俗名を久保田彦左衛門といい、生まれは正保元年（1644年）または4年といわれる。武家奉公人だったが後に仏門に入り、貞享4年（1687年）2月彼岸に土に埋めた箱の中で鉦を鳴らしながら入定したとも貞享7年8月1日に頂上の岩の上で入定したとも伝わる。
行者の入定の宗教的背景については明確でなく、菩提寺の曹洞宗瑞光院で修行したとされるので禅宗系の行者と考えられるが、富士行者系との混合という説もある。

### 忠海上人
山形県酒田市下台町の真言宗智山派海向寺には湯殿山系即身仏が2躰祀られている。
忠海は鶴岡市鳥居町の富樫条右衛門の子で、本明海上人の甥にあたるとされ、海向寺の中興と言われる僧侶である。仙人沢で一千日の木食行を行った後宝暦5年（1755年）2月21日、58歳で土中入定した。乾燥が充分でなかったため、ヨモギなどでいぶして燻製にされたことが伝わる。
腹部や胸部に索条痕があり、ミイラ制作時に姿勢を整えるために縛ったものとみられる。

### 秀快上人
新潟県柏崎市西長鳥の妙広山延命寺真珠院には、秀快上人の入定所（柏崎市指定文化財）が現存する。
秀快は真珠院の第22世住職で、近隣の藤井村の竹田久左衛の子とされる。安永9年（1780年）3月21日、自らが建立した入定所の石室内で62歳で入定した。
真珠院には天保13年（1842年）に秀快上人の遺体の御開帳を本寺に願い出た文書が残っているため、この時点では完全にミイラ化していたと考えられる。しかし開帳の影響で遺体の損傷が進み、平成2年（1990年）に聖マリアンナ医科大学教授の森本岩太郎らによって調査された時点では白骨化していた。欠損部分を檜材で補って禅定の姿に復元し、現在は石室内に安置されている。

### 真如海上人
山形県鶴岡市大網にある大日坊には、3躰の湯殿山系即身仏があったと伝わるが、明治8年（1875年）の大火で月光海上人と岑海（しんかい）上人の即身仏は焼失し、現在は真如海上人の即身仏のみが残る。
真如海は越中山村（現・山形県鶴岡市越中山）の進藤仁左衛門という農家の末弟とされる。ある日、野良仕事で肥桶をかついでいたところ、通りがかった武士に誤って糞水がかかってしまったことから無礼打ちに遭いそうになり武士を殺してしまったため、大日坊で出家し一世行人となったという。天明3年（1783年）に96歳で入定したのだが、この年は東北地方を天明の大飢饉が襲った年だった。真如海は地下で鉦を鳴らして入定したが、ある老婆が上人様も腹が空いたろうと思い空気孔にまんじゅうを詰めたために絶命したとの伝説がある。

### 妙心法師
妙心法師は富士行者として御正体山を開いた僧侶で、岐阜県揖斐郡揖斐川町谷汲の天台宗横蔵寺に祀られている。
明治15年（1882年）の『みとものかず』によれば、妙心は安永8年（1779年）美濃国大野郡神原村の生まれで、俗名を古野小市郎熊吉という。信濃善光寺で得度し、平生蕎麦粉を清水で溶いたもののみを食べたという。都留郡鹿留村に草庵を営んだ後、龕を作りその中で仏の名を唱えながら文政12年（1829年）4月25日に死去した。37歳であった。明治7年（1874年）県庁に納めさせ、甲府病院が保管していた。
安永8年生まれで文政12年没とすると、行年51歳となり37歳というのは計算が合わない。寺伝では天明元年（1781年）の生まれで文化14年（1817年）の入定とする。妙心法師のミイラは昭和25年（1950年）に名古屋大学医学部によって調査が行われているが、新聞記事と調査参加者とで異なる説が示されている。
明治23年（1890年）2月に生誕地より下付の願が出され、許されて横蔵寺に安置されている。
なお、妙心法師のミイラを保管していた甲府病院は明治12年（1879年）時点で「老僧」のミイラを収蔵していたことが明治22年（1889年）の『巡回日記』に見える。

### 円明海上人
円明海上人の即身仏は、前述の忠海上人と同じ海向寺に安置されている。
円明海は東田川郡栄村家根合の佐藤六兵衛の子で、もと羽黒山の山伏だったが後述の鉄門海に弟子入りし、文政5年（1822年）5月8日に55歳で師より先に死去した。円明海の即身仏には保存のため柿渋が塗られている。円明海の一世戒号免許状が現存するが、発給元が日月寺（天台宗に改宗した羽黒山側の寺院、ただし「湯殿山日月寺」と記載されている）であること、発給日付が「文政五年壬午年四月」という円明海入定の前月であることが指摘されている。ミイラの調査によって餓死ではなく病死など他の要因で死亡した可能性が指摘されている。

### 鉄門海上人
山形県鶴岡市大網の注連寺に祀られる鉄門海上人は俗名を砂田の鉄と言い元は鶴岡で砂利掘りなどの人足をしていたという。しかし赤川（遊郭）の女のことで武士と喧嘩し、これを殺してしまったので注連寺に逃げ込み、同寺第69世の寛能和尚に助けられたことで一世行人を志した。
鉄門海には逸話が多く、加茂から大山へ抜ける山道が険しいことから新道開鑿に尽力し難工事を成功させたという。また江戸へ出た折、眼病が流行していることから自身の左眼をくりぬき祈願を行ったので、恵眼院という号を贈られた。また寛政9年（1797年）ごろ、在家時代になじんだ遊女が修行場まで押しかけたので、自身の局部を切断して女に渡したという。山を下りた遊女にはそれ以降客が多くついて繁盛したことから、鉄門海の局部は遊女の間を転々とした後、現在は南岳寺に納められていると言われる。
鉄門海は文政12年（1829年）12月8日、62歳で注連寺で座禅を組んだまま入定したと伝わる。しかし鉄門海の弟子で後に海向寺の住職となる清海による『記録帳』では鉄門海は5か年の山籠の後、文政12年8月19日に下山し海向寺に入り10月18日から病臥、12月8日に眠るように往生したことが記述される。注連寺には12日に着いて翌13日に二重の棺に入れられて埋葬されたとある。
小片保らによる鉄門海の即身仏の調査により、左眼は生前に抉り出されたとして間違いないことや、即身仏に陰茎は存在するが陰嚢は存在せず、血液型も南岳寺に保存される局部と一致することから南岳寺にあるのは鉄門海の陰嚢であることが分かった。

### 萬蔵
萬蔵は明和4年（1767年）、陸奥国白石上戸沢に生まれた。満蔵の家は熊谷直実の子孫の熊谷家で、代々修験として活動したとされる。羽黒山で修行し、大阿闍梨金剛院祐観という僧名を許されたという。弘化4年（1847年）6月27日、81歳で即身仏となることを遺言して死去。息子祐淳が嘉永4年（1851年）9月27日に墓から掘り出したところ、即身仏となっていた。祐淳の子孫が萬蔵稲荷神社の宮司として即身仏を祀っていたが、大正10年（1921年）ごろ博覧会に持ち出されて行方不明となった。その後も萬蔵稲荷神社では即身仏信仰を保ち、御霊祭りを行っている。

### 光明海
光明海は嘉永7年（1854年）正月20日に土中入定し、124年後の昭和53年（1978年）10月に山形県西置賜郡白鷹町日影の入定墓から白鷹町教育委員会によって発掘された。出土した白骨は新潟大学教授の小片保によって即身仏の姿に整えられた。光明海は大日坊系の一世行人だったが、上人号を持っていないこと、出土品に櫛や笄があったことから身分の低い蓄髪の行者だったと推測されている。

### 明海上人
米沢市小中沢に祀られている明海上人は、湯殿山裏口で唯一の即身仏である。明海は貧農鈴木嘉左衛門の長男春次として生まれたが、若い頃に失明。行者を目指し弘化3年（1845年）に明海の一世戒号を与えられた。後に世人の信仰を集め仁和寺から上人号、ついで亀齢山明寿院の山院号と権僧都の位を与えられた。明海は文久3年（1863年）に没したが、『三沢郷土史』によれば生年は文政3年（1820年）なので行年44歳と考えられる。

### 鉄竜海上人
鶴岡市の南岳寺に祀られている鉄竜海上人は、前述の鉄門海上人の孫弟子にあたる。秋田県仙北郡横堀村の進藤家に生まれ、天竜海上人の弟子となり、南岳寺の住職を務めた。湯殿山仙人沢で木食行を行うが病気で中止し下山。即身仏になれないことを嘆きながら明治11年（1878年）に62歳で病没した。その後色々な人の夢枕に立って早く掘り出してくれと頼むので、墓から取出し注連寺の天井に吊して遺体を乾燥させ即身仏としたと伝わる。寺伝では明治元年（1868年）8月8日に亡くなったとされるが、これは同年に出された墳墓発掘禁止令に触れるため、禁止令以前に亡くなったことにしたものとみられる。南岳寺には鉄竜海の墓と言われる「明治十四年十月廿八日」と刻まれた自然石の碑があるが、これは即身仏の加工を行った日付で、石碑は内臓を埋めた場所だとする説がある。
鉄竜海上人の即身仏の特徴として、内蔵を取出し石灰を詰め、傷口を麻糸で縫って塞いであることがある。このような高度な処理は医師または動物の死体処理に慣れた者など、専門知識を有する人物の手によるものと考えられている。

### 仏海上人
新潟県村上市の真言宗観音寺に祀られている仏海上人は、明治36年（1903年）に入滅したため、多くの資料が残されている。仏海は文政11年（1828年）5月9日、新潟県村上市安良町の近藤家の長男として生まれ、18歳で湯殿山の注連寺に入門した。生前から即身仏になることを強く望んでおり、自ら指示して入定墓を作ったが土中入定は果たせなかった。生前ウルシを飲んでいたという伝承もある。明治36年（1903年）3月、77歳で病死した後、入定墓に葬られたが、墳墓発掘禁止令によって掘り出すことがかなわなかった。昭和36年（1961年）7月7日に日本ミイラ研究グループによって入定墓から木棺が発掘された。仏海の遺体は背中・脚・腕などにミイラ化が見られる他は大体白骨化していたが、新潟大学でパラフィンを用いて結跏趺坐の姿に整えられた。なお仏海は土中入定したとの伝承もあるが、入定墓は呼吸ができる構造ではなく、湯灌の証言もある。

### 備考・上杉謙信
戦国大名として知られる上杉謙信は晩年に真言宗を厚く信仰し、天正2年（1574年）には正式な真言宗の僧侶としての灌頂を受けた。謙信は没後は火葬にせず即身仏となって本拠地である春日山城を守護することを遺言した。このため、天正6年（1578年）に謙信が急死すると、甲冑姿の遺骸を亡骸を納め密封した上で春日山城内に建てられた不識院の中に安置された。葬儀などは長海ら真言宗の僧侶が中心に執り行っており、一定の作法をもって生前と同じ姿で葬られたと考えられている。その後、上杉氏の転封によって謙信の遺骸の入った甕はそのままの形で米沢城の本丸内に移されて後に御堂が建立された。御堂の周囲には御堂に奉仕するための21の寺院が建立され、金剛峯寺奥之院と同じように生身供が行われるなど、様々な奉仕が行われたという。これは上杉家中では謙信は即身仏になったと捉えられていたからと考えられている。更に廃藩置県後は城外に運ばれて上杉家廟所内に設けられた御堂に現在も安置されている。

## 現存する即身仏
| 人名           | 寺院名   | 所在地                       | 入定年または没年   | 享年 |
| -------------- | -------- | ---------------------------- | ------------------ | ---- |
| 弘智法印       | 西生寺   | 新潟県長岡市寺泊野積         | 1363年（貞治2年）  | 82   |
| 弾誓上人（？） | 阿弥陀寺 | 京都府京都市左京区大原古知原 | 1613年（慶長18年） | 63   |
| 本明海上人     | 本明寺   | 山形県鶴岡市東岩本           | 1683年（天和3年）  | 61   |
| 宥貞法印       | 貫秀寺   | 福島県石川郡浅川町小貫       | 1683年（天和3年）  | 92   |
| 舜義上人       | 妙法寺   | 茨城県桜川市本郷             | 1686年（貞享3年）  | 78   |
| 全海上人       | 観音寺   | 新潟県東蒲原郡阿賀町豊実甲   | 1687年（貞享4年）  | 85   |
| 心宗行順大行者 | 瑞光院   | 長野県下伊那郡阿南町新野     | 1687年（貞享4年）  | 45   |
| 忠海上人       | 海向寺   | 山形県酒田市日吉町二丁目     | 1755年（宝暦5年）  | 58   |
| 秀快上人       | 真珠院   | 新潟県柏崎市西長島鳥甲       | 1780年（安永9年）  | 62   |
| 真如海上人     | 大日坊   | 山形県鶴岡市大網             | 1783年（天明3年）  | 96   |
| 妙心法師       | 横蔵寺   | 岐阜県揖斐郡揖斐川町谷汲神原 | 1817年（文化14年） | 36   |
| 円明海上人     | 海向寺   | 山形県酒田市日吉町二丁目     | 1822年（文政5年）  | 55   |
| 鉄門海上人     | 注連寺   | 山形県鶴岡市大網             | 1829年（文政12年） | 62   |
| 光明海上人     | 蔵高院   | 山形県西置賜郡白鷹町黒鴨     | 1854年（嘉永7年）  | 不明 |
| 明海上人       | 明寿院   | 山形県米沢市簗沢小中沢       | 1863年（文久3年）  | 44   |
| 鉄竜海上人     | 南岳寺   | 山形県鶴岡市砂田町           | 1881年（明治14年） | 62   |
| 仏海上人       | 観音寺   | 新潟県村上市肴町             | 1903年（明治36年） | 76   |